# Grand Prix-wegrace van de Pacific
De Grand Prix van de Pacific voor motorfietsen was een motorsportrace, die tussen 2000 en 2003 werd verreden en meetelde voor het wereldkampioenschap wegrace. Het evenement vond plaats op de Twin Ring Motegi.
Toni Elías is de enige coureur met meer dan één overwinning in deze Grand Prix.

Twin Ring Motegi

## Statistiek
| Editie | Seizoen | Circuit | Klasse | Winnaar                     | Tweede                   | Derde                       | Poleposition                | Snelste ronde               |
| ------ | ------- | ------- | ------ | --------------------------- | ------------------------ | --------------------------- | --------------------------- | --------------------------- |
| 1      | 2000    | Motegi  | 125 cc | Roberto Locatelli (Aprilia) | Emilio Alzamora (Honda)  | Simone Sanna (Aprilia)      | Roberto Locatelli (Aprilia) | Roberto Locatelli (Aprilia) |
| 1      | 2000    | Motegi  | 250 cc | Daijiro Kato (Honda)        | Shinya Nakano (Yamaha)   | Marco Melandri (Honda)      | Daijiro Kato (Honda)        | Shinya Nakano (Yamaha)      |
| 1      | 2000    | Motegi  | 500 cc | Kenny Roberts, Jr. (Suzuki) | Valentino Rossi (Honda)  | Max Biaggi (Yamaha)         | Max Biaggi (Yamaha)         | Valentino Rossi (Honda)     |
|        |         |         |        |                             |                          |                             |                             |                             |
| 2      | 2001    | Motegi  | 125 cc | Youichi Ui (Derbi)          | Manuel Poggiali (Gilera) | Dani Pedrosa (Honda)        | Youichi Ui (Derbi)          | Youichi Ui (Derbi)          |
| 2      | 2001    | Motegi  | 250 cc | Tetsuya Harada (Aprilia)    | Emilio Alzamora (Honda)  | Jeremy McWilliams (Aprilia) | Tetsuya Harada (Aprilia)    | Tetsuya Harada (Aprilia)    |
| 2      | 2001    | Motegi  | 500 cc | Valentino Rossi (Honda)     | Alex Barros (Honda)      | Loris Capirossi (Honda)     | Loris Capirossi (Honda)     | Valentino Rossi (Honda)     |
|        |         |         |        |                             |                          |                             |                             |                             |
| 3      | 2002    | Motegi  | 125 cc | Dani Pedrosa (Honda)        | Manuel Poggiali (Gilera) | Steve Jenkner (Aprilia)     | Dani Pedrosa (Honda)        | Dani Pedrosa (Honda)        |
| 3      | 2002    | Motegi  | 250 cc | Toni Elías (Aprilia)        | Marco Melandri (Aprilia) | Yuki Takahashi (Honda)      | Fonsi Nieto (Aprilia)       | Toni Elías (Aprilia)        |
| 3      | 2002    | Motegi  | MotoGP | Alex Barros (Honda)         | Valentino Rossi (Honda)  | Loris Capirossi (Honda)     | Daijiro Kato (Honda)        | Alex Barros (Honda)         |
|        |         |         |        |                             |                          |                             |                             |                             |
| 4      | 2003    | Motegi  | 125 cc | Héctor Barberá (Aprilia)    | Casey Stoner (Aprilia)   | Andrea Dovizioso (Honda)    | Dani Pedrosa (Honda)        | Jorge Lorenzo (Derbi)       |
| 4      | 2003    | Motegi  | 250 cc | Toni Elías (Aprilia)        | Roberto Rolfo (Honda)    | Manuel Poggiali (Aprilia)   | Toni Elías (Aprilia)        | Toni Elías (Aprilia)        |
| 4      | 2003    | Motegi  | MotoGP | Max Biaggi (Honda)          | Valentino Rossi (Honda)  | Nicky Hayden (Honda)        | Max Biaggi (Honda)          | Valentino Rossi (Honda)     |

## Noot
1. ↑  Officieel vond er geen telling plaats

2000 · 2001 · 2002 · 2003